# Артюхов, Вадим Витальевич
Вадим Витальевич Артюхов (род. 13 сентября 1972, Армавир, Краснодарский край) — российский государственный деятель.

## Биография
Родился 13 сентября 1972 года в Армавире Краснодарского края в семье В. Г. Артюхова, министра природных ресурсов РФ (2001—2004).
В 1994 году окончил Государственную ордена Трудового Красного Знамени академию управления имени Серго Орджоникидзе по специальности «Экономист со знанием английского языка».
Работал в системе Промстройбанка СССР.
Занимал пост председателя правления в Кредитпромбанке (в 1997 году у банка была отозвана лицензия).
В 1998 — начальник управления проблемных кредитов Внешэкономбанка.
С 1998 — советник руководителя, заместитель начальника управления Государственной налоговой службы (ГНС) РФ, советник секретариата заместителя председателя правительства В. Б. Христенко, советник председателя правительства РФ М. М. Касьянова, курировал вопросы, связанные с Федеральной комиссией по ценным бумагам (ФКЦБ), Агентством по реструктуризации кредитных организаций (АРКО), Центральным банком РФ и Российским банком развития (РБР).
С апреля 2002 по декабрь 2003 года — заместитель министра имущественных отношений РФ (с 2008 — Федеральное агентство по управлению государственным имуществом — Росимущество).
С 2004 по 2009 — член Совета Федерации Федерального Собрания РФ от Волгоградской области:
- с февраля 2004 по ноябрь 2007 — член Комитета СФ по финансовым рынкам и денежному обращению;
- с апреля по ноябрь 2004 — член Комиссии СФ по взаимодействию со Счётной палатой РФ;
- с ноября 2004 по январь 2008 — заместитель председателя Комиссии СФ по взаимодействию со Счётной палатой РФ;
- с октября 2005 по январь 2008 — член Комиссии СФ по методологии реализации конституционных полномочий СФ;
- с ноября 2007 — заместитель председателя Комитета СФ по финансовым рынкам и денежному обращению;
- с января 2008 — член Комиссии СФ по взаимодействию со Счётной палатой РФ;
- с апреля по сентябрь 2008 — член Комиссии СФ по жилищной политике и жилищно-коммунальному хозяйству;
- с сентября 2008 — заместитель председателя Комиссии СФ по жилищной политике и жилищно-коммунальному хозяйству.

В 2009—2010 годах — советник председателя Совета Федерации С. М. Миронова.
С 17 мая 2010 по 30 июня 2011 — вице-президент ЗАО «Московская межбанковская валютная биржа» (ММВБ).